# Neumark
För andra betydelser, se Neumark (olika betydelser).

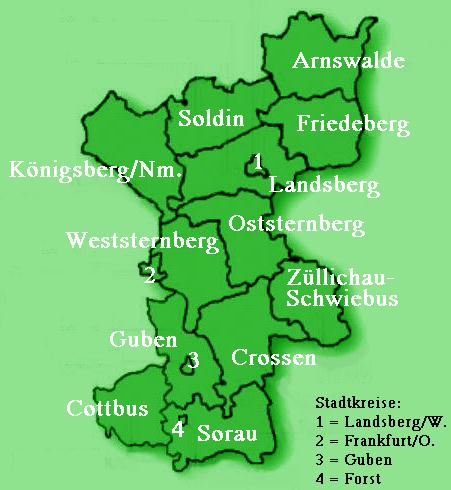
Kretsar i Neumark, 1818.

Neumark (polska: Nowa Marchia) är ett historiskt landskap inom det Tysk-romerska riket, vilket utgjorde den del av markgrevskapet Brandenburg, som låg öster om Oder, genom denna flod skild från Mittelmark och Uckermark, och i norr gränsande till Pommern, i öster till Pommern och Posen samt i söder till Schlesien och Niederlausitz. Delar av området utgjorde mellan 1535 och 1571 ett riksfurstendöme inom Tysk-romerska riket, markgrevskapet Brandenburg-Küstrin. Före 1815 räknades även ett område i anslutning till Frankfurt an der Oder väster om Oder till Neumark. Huvudstad var fram till 1548 Soldin, varefter markgreven Johan av Brandenburg-Küstrin flyttade administrationen till sin residensstad Küstrin. Landskapet blev 1701 del av kungariket Preussen och förlorade sin betydelse som administrativ enhet efter Napoleonkrigen. Istället bildades Regierungsbezirk Frankfurt inom provinsen Brandenburg i Preussen.
Den tyska befolkningen fördrevs från större delen av Neumark, då detta område enligt Oder-Neisse-linjen 1945 tillföll Polen där det sedermera ingick i Lubusz vojvodskap, medan en mindre del i närheten av staden Cottbus alltjämt tillhör Tyskland.